# Грасиан, Бальтасар
Бальтаса́р Грасиа́н-и-Мора́лес (также встречается написание Бальтазар Грациан, исп. Baltasar Gracián y Morales; 8 января 1601, Бельмонте-дель-Рио-Перехилес, Арагон — 6 декабря 1658, Тарасона, Арагон) — испанский прозаик, философ и теоретик литературы, иезуит. Крупнейший представитель литературы барокко. Его основные произведения — «Карманный оракул» и «Критикон».

## Биография
Бальтасар Грасиан родился в Испании в селении Бельмонте около Калатаюда в семье доктора. У него было три брата и сестра. Будущего писателя ещё с детства предназначили к духовной карьере, что было так обычно для тогдашней Испании. В 1619 году в Таррагоне Грасиан стал послушником иезуитского ордена. В 1623 году изучал теологию в Сарагосе. В 30 лет вёл курс «моральной теологии» в каталонской Лериде, а в 32 начал читать курс философии в иезуитской коллегии Гандии (Валенсия).
Начало литературного творчества Грасиана относится к 1636 году, когда он переехал в Уэску — один из культурных центров Арагона, где получил должность проповедника и исповедника местной иезуитской коллегии. Уже через год вышло его первое значительное произведение, моральный трактат «Герой», который с интересом был встречен в Испании и в Европе.

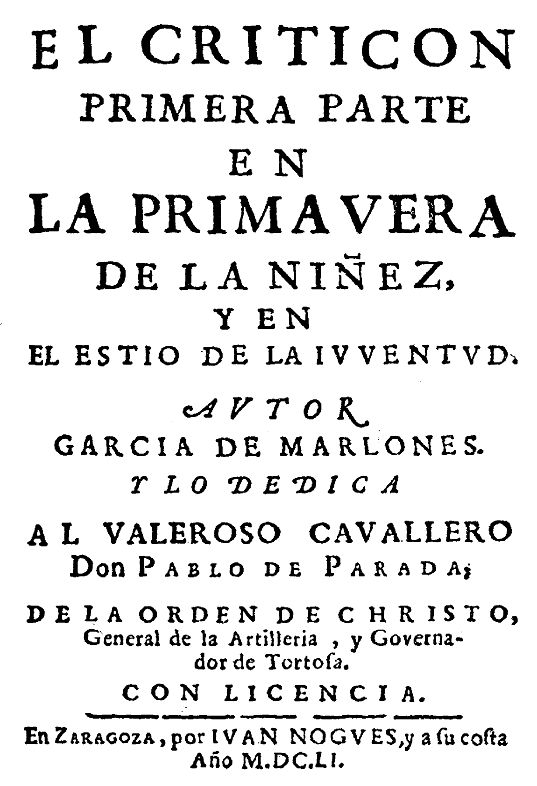
Обложка первого издания «Критикона» (El Criticón) (1651).

Поскольку в те времена существовал запрет для членов ордена иезуитов печатать что-либо без предварительного одобрения начальства, своё сочинение Грасиан издал под именем своего двоюродного брата Лоренсо Грасиана.
В 1657 году после выхода в свет III части «Критикона» ректор сарагосской коллегии выносит публичный выговор Бальтасару, его лишают кафедры, запрещают преподавать, высылают из Сарагосы, и приговаривают к строгому покаянию — на воде и хлебе. Последний год жизни Грасиана был переполнен унижениями, бедами и отчаянием.
«Склонность к меланхолии, желчный характер, вечно раздражённый, всеми недовольный, язвительный критикан» — отзыв современников (из обязательных доносов друг на друга в иезуитском ордене).
Благодаря Артуру Шопенгауэру в Германии, начиная с 1861 года, было 14 переизданий сочинений Грасиана.

## Сочинения
- «Герой» (1637)
- «Политик» (1640)
- «Остроумие, или Искусство Изощренного Ума» (1642)
- «Благоразумный» (1646)
- «Карманный оракул, или Наука благоразумия» (фр. «Homme de cour» (Придворный); рус. «Придворный человек») (1647)
- «Критикон»: Часть I — 1651; Часть II — 1653; Часть III — 1657.
- «Размышления о причастии» (1655) — единственное произведение, подписанное настоящим именем.
- Obras completas. Estudio, bibliogr. y notas de A. del Hoyo. Madrid, Aguilar, 1960.
- Правила Бальтасара Грасиана Как управлять судьбой

## Русский перевод
- Придворной человек. Пер. С. С. Волчкова. Санкт-Петербург, 1741; второе издание — 1760.
  - Первое издание.
  - Второе издание.
- Ирой Валтазара Грациана с критическими, историческими и нравоучительными примечаниями господина Курбевиля. Москва, в Университетской Типографии у В.Окорокова, 1792 г.
- Карманный оракул. Критикон. Пер. и комм. Е. М. Лысенко и Л. Е. Пинского. Москва, «Наука», 1984 (серия «Литературные памятники»).
- Остроумие, или искусство изощренного ума. Пер. Е. Лысенко, стихи с испанского и португальского в переводе П. Грушко. «Испанская эстетика. Ренессанс. Барокко. Просвещение». Москва, «Искусство», 1977 (серия «История эстетики в памятниках и документах»).
- Карманный оракул. Пер. Е. М. Лысенко. Москва, «Астрель: Полиграфиздат», 2012 (серия «Philosophy»)/